# 프란체스코 1세 (양시칠리아)
프란체스코 1세(이탈리아어: Francesco I, 1779년 12월 31일 ~ 1830년 12월 31일)는 양시칠리아 왕국의 국왕(재위: 1825년 12월 31일 ~ 1830년 12월 31일)이다.

## 생애
양시칠리아의 국왕 페르디난도 1세와 오스트리아의 마리아 카롤리나 사이에서 태어난 자식이다. 이름은 외조부 신성 로마 황제 프란츠 1세의 이름을 따왔다. 형 카를로의 죽음으로 나폴리 왕국의 전통적인 왕위 계승자 칭호인 칼라브리아 공작의 작위를 받았다.
1797년 6월 26일에는 신성 로마 제국의 레오폴트 2세 황제의 딸인 오스트리아 여대공 마리아 클레멘티나와 결혼했으나 그녀가 두 아이를 남기고 죽자, 사촌인 카를로스 4세의 딸 스페인의 마리아 이사벨과 재혼했다.
1825년 아버지의 뒤를 이어서 양시칠리아의 국왕으로 즉위했으며, 칼라브리아 공작 시절 자유주의에 대해 호의적인 태도를 취했던 것과는 달리 치세 내내 보수적인 반동주의 정치를 꾀하였다.

## 가족 관계
| 사진 | 이름                     | 생일            | 사망                  | 기타                                                                                          |
| ---- | ------------------------ | --------------- | --------------------- | --------------------------------------------------------------------------------------------- |
|      | 카롤리나 페르난다 루이사 | 1798년 11월 5일 | 1870년 4월 17일(71세) | 1816년 샤를 페르디낭 다르투아와 결혼, 2남 2녀 1831년 에토레 카를로 루케시팔리와 재혼, 1남 4녀 |
|      | 페르디난도               | 1800년 8월 27일 | 1801년 7월 1일        | 요절.                                                                                         |

| 사진 | 이름                           | 생일             | 사망             | 기타 |
| ---- | ------------------------------ | ---------------- | ---------------- | --- |
|      | 루이자 카를로타                | 1804년 10월 24일 | 1844년 1월 29일  | 외숙부이자 7촌 아저씨인 스페인의 프란시스코 데 파울라 왕자와 결혼(카디스 공작 프란시스코의 어머니)        |
|      | 마리아 크리스티나              | 1806년 4월 27일  | 1878년 8월 22일  | 스페인 페르난도 7세 왕비, 이사벨 2세의 어머니 1833년 왕실 경호관 아구스틴 페르난도 무뇨스와 재혼, 4남 3녀 |
|      | 페르디난도                     | 1810년 1월 12일  | 1859년 5월 22일  | 양시칠리아 왕위 계승, 9남 4녀                                                                             |
|      | 카푸아 백작 카를로 페르디난도  | 1811년 11월 10일 | 1862년 4월 22일  | 페넬로프 스미스와 결혼, 1남 1녀                                                                           |
|      | 시라쿠사 백작 레오폴도         | 1813년 5월 22일  | 1860년 12월 4일  | 사보이의 마리아와 결혼, 1녀                                                                               |
|      | 마리아 안토니아                | 1814년 12월 19일 | 1898년 11월 7일  | 토스카나 대공 레오폴드 2세와 결혼, 4남 5녀                                                                |
|      | 레체 백작 안토니오             | 1816년 9월 23일  | 1843년 1월 12일  | 미혼 |
|      | 마리아 아말리아                | 1818년 2월 25일  | 1857년 11월 6일  | 포르투갈의 세바스티안과 결혼, 자녀 없음                                                                   |
|      | 마리아 카롤리나                | 1820년 11월 29일 | 1861년 1월 14일  | 몬테몰린 공작 프란시스코와 결혼, 자녀 없음                                                                |
|      | 양시칠리아의 테레사 크리스티나 | 1822년 3월 14일  | 1889년 12월 28일 | 브라질 페드루 2세 황후                                                                                    |
|      | 풀리아 백작 루이지             | 1824년 7월 19일  | 1897년 3월 5일   | 포르투갈의 자우리아나(페드루 2세의 누나이자 마리아 2세의 여동생)와 결혼, 3남 1녀                          |
|      | 트라파니 백작 프란체스코       | 1827년 8월 13일  | 1892년 9월 24일  | 마리아 이사벨 여대공과 결혼, 2녀                                                                          |